# Vinhós (Fafe)
Vinhós es una freguesia portuguesa del concelho de Fafe, con 2,18 km² de superficie y 688 habitantes (2001). Su densidad de población es de 315,6 hab/km².